# داريو داميانوفيتش
داريو داميانوفيتش (بالبوسنوية: Dario Damjanović)‏ هو لاعب كرة قدم بوسني في مركز الوسط، ولد في 23 يوليو 1981 في جراداتشاتس في البوسنة والهرسك. شارك مع منتخب البوسنة والهرسك تحت 21 سنة لكرة القدم ومنتخب البوسنة والهرسك لكرة القدم. أما مع النوادي، فقد لعب مع لوخ إينيرجيا فلاديفوستوك ونادي أو إف كيه بيوغراد ونادي سيليك زينيكا ونادي كايزرسلاوترن ونادي ياغودينا وهايدوك سبليت.

## وصلات خارجية
- داريو داميانوفيتش على موقع الاتحاد الدولي (مؤرشف)  (الإنجليزية)
- داريو داميانوفيتش على موقع الاتحاد الأوربي (الإنجليزية)
- داريو داميانوفيتش على موقع قاعدة بيانات كرة القدم.إي يو (الإنجليزية)
- داريو داميانوفيتش على موقع بيانات كرة القدم. دي إي (الألمانية)
- داريو داميانوفيتش على موقع ناشيونال فوتبول تيمز (الإنجليزية)
- داريو داميانوفيتش على موقع Soccerway.com (الإنجليزية)